# Atascosa Lookout House
L'Atascosa Lookout House est une ancienne tour de guet américaine dans le comté de Santa Cruz, en Arizona. Érigée en 1930 ou 1933 dans les montagnes Atascosa, au sein de la forêt nationale de Coronado, elle est inscrite au Registre national des lieux historiques le 28 janvier 1988 mais est détruite par un feu de forêt le 6 juin 2011.